# 바보 용칠이
"바보 용칠이"는 1975년에 개봉한 대한민국의 영화이다.

## 캐스팅
- 백일섭 : 용칠 역
- 윤미라
- 문태선
- 이자영